# اسلام‌آباد گرنچین
اسلام‌آباد گرنچین، روستایی از توابع بخش مرکزی شهرستان خاش در استان سیستان و بلوچستان ایران است.

## جمعیت
این روستا در دهستان کوه سفید قرار دارد و براساس سرشماری مرکز آمار ایران در سال ۱۳۸۵، جمعیت آن ۷۴۱ نفر (۱۵۸ خانوار) بوده‌است.